# Lee Pace
Lee Grinner Pace, mais conhecido como Lee Pace (25 de março de 1979 em Chickasha, Oklahoma) é um ator americano. É conhecido por ter interpretado o rei elfo Thranduil nos filmes O Hobbit e por estrelar seriados como Pushing Daisies e Halt & Catch Fire.

## Biografia
Pace nasceu em Chickasha, Oklahoma, filho de Charlotte (née Kloeckler), professora de escola, e James Roy Pace, engenheiro. Ele tem dois irmãos, uma irmã chamada Sally e um irmão mais novo chamado Willam Pace. Quando criança, Pace passou vários anos na Arábia Saudita, onde seu pai trabalhava no ramo de petróleo; a família mudou-se depois para Houston, Texas. Pace frequentou a Klein High School em Spring, Texas, um subúrbio de Houston, com o futuro ator Matt Bomer. Pace deixou temporariamente o ensino médio para atuar no Alley Theatre em Houston, antes de voltar para se formar. No Alley, ele apareceu em produções de The Spider's Web e The Greeks. Em 1997, Pace foi aceito pela Divisão de Drama da Juilliard School como membro do Grupo 30 (1997–2001), que também incluiu os atores Anthony Mackie e Tracie Thoms. Enquanto esteve lá, ele atuou em várias peças, incluindo Romeu e Julieta como Romeo, Ricardo II  no papel-título e Júlio César como Cássio. Ele se formou na Juilliard com um diploma de Bacharel em Belas Artes.

## Carreira
Seu primeiro papel de destaque foi no telefilme Soldier's Girl do canal pago americano Showtime, em 2003, onde viveu uma transexual que se apaixonou por um soldado que foi brutalmente assassinado devido ao relacionamento deles. Esse trabalho lhe rendeu indicações ao Globo de Ouro, ao Independent Spirit Award e o prêmio de Melhor Performance Revelação do Gotham Award. No ano seguinte, ele co-estrelou o drama Wonderfalls, do mesmo criador de Pushing Daisies. Logo após o fim da série, ele emendou diversos trabalhos nos cinemas, incluindo os filmes A Condessa Branca (2005), Confidencial (2006), The Fall (2006) e O Bom Pastor (2006), e atuou também no romance Miss Pettigrew Lives for a Day, e no suspense Possession, ao lado de Sarah Michelle Gellar. Após ganhar uma indicação ao Globo de Ouro 2008, na categoria de  Melhor Ator Série Comédia, Pace foi escolhido um dos "Melhores Atores com menos de 30 anos" pela revista americana Entertainment Weekly.
Em 2012, Pace atuou no filme The Twilight Saga: Breaking Dawn – Part 2, no papel do vampiro Garrett. Logo em seguida, interpretou o rei elfo Thranduil nos três filmes da saga de filmes O Hobbit. Nos próximos anos, trabalhou em sete filmes e três séries.

## Vida pessoal
Lee Pace afirmou em uma entrevista, em fevereiro de 2018, que ele já havia namorado tanto homens quanto mulheres, mas não se identificava com nenhum rótulo sexual. Em 2012, segundo o ator Ian McKellen, que trabalhou com ele na série de filmes The Hobbit, Pace era gay. Naquela altura, o próprio Lee Pace não tinha se posicionado a respeito, o que causou certo constrangimento a respeito das declarações de McKellen. Pace não fez comentários a respeito pelos próximos seis anos. Então, em junho de 2018, Pace, durante uma entrevista para o The New York Times, confirmou que era homossexual.

## Filmografia
- 2003 — Soldier's Girl - Calpernia Adams/Scottie
- 2005 — The White Countess - Crane
- 2006 — Infamous - Dick Hickock
- 2006 — The Fall - Roy Walker/The Black Bandit
- 2006 — The Good Shepherd - Richard Hayes
- 2008 — Miss Pettigrew Lives for a Day - Michael Pardue
- 2009 — Possession - Roman
- 2009 — A Single Man (filme) - Grant
- 2010 — Marmaduke - Phil Winslow
- 2011 — The Resident - Jack
- 2012 — Lincoln - Congressista Fernando Wood
- 2012 — A Saga Crepúsculo: Amanhecer - Parte 2 - Garrett
- 2012 — O Hobbit: Uma Jornada Inesperada - Thranduil
- 2013 — O Hobbit: A Desolação de Smaug - Thranduil
- 2014 — Guardiões da Galáxia - Ronan, O Acusador
- 2014 — O Hobbit: A Batalha dos Cinco Exércitos - Thranduil
- 2017 — The Book of Henry - David Daniels
- 2017 — Revolt - Bo
- 2018 — The Party Just Beginning - Dale
- 2018 — Driven - John DeLorean
- 2019 — Capitã Marvel - Ronan, O Acusador
- 2019 — Tenki no Ko - Keisuke Suga (dublagem em inglês)
- 2022 — Bodies Bodies Bodies - Greg
- 2025 — After This Death - Elliot
- 2025 — The Running Man - Evan McCone

### Séries de TV
- 2002 — Law & Order: Special Victims Unit - Benjamin Tucker (episódio: "Guilt")
- 2003 — Soldier's Girl - Calpernia Addams
- 2004 — Wonderfalls - Aaron Tyler (11 episódios)
- 2007–2009 — Pushing Daisies - Ned
- 2014–2017 — Halt and Catch Fire - Joe MacMillan
- 2015 — The Mindy Project - Alex Eakin (episódio: "San Francisco Bae")
- 2015 — Robot Chicken - Heinrich Himmler (voz) (episódio: "Zero Vegetables")
- 2019 — Flying Tiger 2 - Sam Colin
- 2021–presente — Foundation - Brother Day